# Mesochorus perforatus
Mesochorus perforatus là một loài tò vò trong họ Ichneumonidae.